# Mar marginal
Denominam-se mares marginais os golfos de grandes dimensões que penetram parcialmente nos continentes. Um exemplo de mar marginal é o Golfo de Omã. Geralmente são mais rasos que o mar aberto. Eles costumam estar mais sujeitos à poluição e degradação ambiental, principalmente a produzida pela indústria da pesca, além de fatores como o desague dos rios. Os mares marginais têm uma produção de biomassa consideravelmente maior em relação às regiões oceânicas mais distantes da costa.
Outros importantes exemplos de mares marginais são:
- Mar Mediterrâneo
- Golfo do México
- Mar Vermelho
- Golfo da Califórnia[2]